# المنظمة المصرية لحقوق الإنسان
المنظمة المصرية لحقوق الإنسان هي واحدة من أولى المنظمات غير الحكومية التي تعمل في مجال تعزيز حقوق الإنسان في مصر وقد أنشأت المنظمة عام 1985 وتعمل وفقا لمبادئ الإعلان العالمي لحقوق الإنسان و تشريعات حقوق الإنسان الدولية الأخرى.

يبلغ عدد أعضاء المنظمة المصرية لحقوق الإنسان 2300 عضو ولديها سبعه عشر مكتبا فرعيا في مختلف محافظات مصر.

## عمل المنظمة
- تقوم المنظمة برصد حالات حقوق الإنسان في مصر والدفاع عن حقوق المواطنين ومواجهة انتهاكات حقوق الإنسان، سواء كان مصدر هذه الانتهاكات جهة حكومية أو جهات غير حكومية وبغض النظر عن هوية ضحايا الانتهاكات أو المنتهكين.
- تقوم المنظمة أيضا بإعداد تقارير عن انتهاكات حقوق الإنسان وتحاول دائما توضيح وتأييد مبادئ حقوق الإنسان
- كما تحاول المنظمة ان تشجع المؤسسات المدنية القومية والدولية ان يتخذوا الخطوات اللازمة لإيقاف انتهاكات حقوق الإنسان.

## الوضع القانوني
انشأت المنظمة المصرية لحقوق الإنسان عام 1985 كفرع للمنظمة العربية لحقوق الإنسان باسم «الفرع المصرى للمنظمة العربية لحقوق الإنسان» وفي عام 1987 قرر المؤسسون إنشاء منظمة مستقلة عن المنظمة العربية بأسم المنظمة المصرية لحقوق الإنسان تحت التأسيس مع الاحتفاظ بعضوية المنظمة العربية لحقوق الإنسان وتم التقدم بطلب لوزارة الشئون الاجتماعية وفقا لقانون الجمعيات رقم 32 لسنة 1964 – ورفضت الوزارة الطلب بدعوى وجود منظمة أخرى تعمل في نفس المجال وفي ذات المنطقة الجغرافي.

وتم اللجوء للقضاء الادارى للطعن على قرار وزيرة الشئون الاجتماعية وصدر الحكم مؤكدا لقرار الوزارة فتم الطعن على الحكم امام المحكمة الادارية العليا مع الطعن بعدم دستورية القانون 32 لسنة 1964 عام 1992 ولا يزال هذا الطعن منظور امام المحكمة الادارية العليا منذ ذلك التاريخ حتى الآن.
وفي عام 1999 صدر القانون رقم 153 لسنة 1999 بشأن الجمعيات الاهلية ورغم تحفظ المنظمة على بنوده واعتبرته انه جاء ليؤكد استمرار سيطرة الحكومة على القطاع الاهلى الا ان المنظمة تقدمت بطلب للتسجيل كجمعية لوزارة الشئون الاجتماعية الا ان الوزارة ردت بتأجيل النظر في طلب المنظمة بناء على طلب اجهزة الأمن وذلك بتاريخ 29-7-2000.

طعنت المنظمة المصرية لحقوق الإنسان على القرار امام القضاء الادارى ولاول مرة صدر حكم محكمة القضاء الادارى لصالح المنظمة بأحقية المنظمة المصرية لحقوق الإنسان في التسجيل كجمعية وفقا للقانون 32 لسنة 1964 بعد الحكم بعدم دستورية القانون 153 لسنة 1999.

الا ان الجهات الادارية رفضت تنفيذ الحكم حتى صدور قانون الجمعيات 84 لسنة 2002 ثم تقدمت المنظمة بطلب تسجيل جديد بناء علي الحكم الذي صدر لصالحها وتم شهار المنظمة المصرية لحقوق الإنسان كجمعية اهلية، واشهرت تحت رقم 5220 بتاريخ 24/6/2003 وجاء الإشهار بعد خوض المنظمة معركة طويلة مع الجهة الادارية استمر مايقرب 18 عاما.

## الوضع الدولى
المنظمة مسجله لدى الأمم المتحدة ولديها وضع استشاري باللجنة الأفريقية لحقوق الإنسان والشعوب.

وهي عضو في خمسة منظمات تتمتع بالصفة الاستشارية لدى المجلس الاقتصادي والاجتماعي بالأمم المتحدة (ECOSOC) (تم تجديد العضوية في 2009 )
- منظمة مناهضه التعذيب بجنيف (OMCT)
- الفدرالية الدولية لحقوق الإنسان باريس (FIDH)
- المنظمة العربية لحقوق الإنسان القاهرة (AOHR)
- اللجنة الدولية للحقوقيين جنيف (ICJ)
- كما أن المنظمة عضو بالمنظمة الدولية لحرية الرأى والتعبير ( IFEX)

## الأهداف
- الاحترام الكامل لحقوق الإنسان المعترف بها عالميا وللحريات الشخصية سواء كانت حقوق مدنية أو سياسية أو اقتصادية أو اجتماعية أو ثقافية.
- وضع نهاية لممارسات التعذيب.
- إصلاح التشريع المصري واللوائح والممارسات الإدارية وذلك لتتوافق مع اتفاقيات ومواثيق حقوق الإنسان الدولية.
- تطوير حكم القانون والاحترام الكامل لاستقلال القضاء.
- المحاكمات العادلة لكل المتهمين وإلغاء المحاكمات العسكرية ومحاكمات أمن الدولة للمدنيين.
- نشر وتعزيز قيم حقوق الإنسان بين العامة على كل مستويات المجتمع.
- تعزيز حقوق المرأة كجزء متمم وتكميلى لحقوق الإنسان وزيادة الوعى حول الصعوبات التي تواجه المرأة في مصر للحصول على حقوقها .

## روابط خارجية
- رابط الصفحة الرسمية للمنظمة
- رابط الصفحة الرسمية للمنظمة على الفيس بوك  على فيسبوك.